# Vasconia (libro)
Vasconia: Estudio dialéctico de una nacionalidad es un ensayo escrito por Federico Krutwig y publicado en 1962. Tradicionalmente se lo ha considerado una obra de gran influencia sobre el nacionalismo vasco de izquierdas de la segunda mitad del siglo XX, en particular sobre la organización terrorista ETA. En ocasiones ha sido calificado como una «biblia» para los miembros de ETA.

## Historia
El libro apareció en 1962 publicado bajo el pseudónimo de «Federico Sarrailh de Ihartza». Debido a las circunstancias políticas de la época el texto se publicó en el extranjero, concretamente en Buenos Aires, por editorial Norbait. En la Tercera Asamblea de la organización independentista Euskadi Ta Askatasuna (ETA), que se celebró en la ciudad francesa de Bayona en 1964, los textos de Krutwig ejercieron una gran influencia sobre el desarrollo de los debates internos. La influencia del libro fue mucho más limitada fuera de los ambientes más politizados del nacionalismo vasco. Julen Madariaga se haría eco de algunas de las ideas de Krutwig en su panfleto La insurrección en Euzkadi, publicado algún tiempo después. En 1979, tras la muerte de Franco, Vasconia fue reeditado en España. La presencia en sus páginas de reivindicaciones territoriales vasquistas sobre regiones limítrofes generó cierto revuelo, motivando comentarios en periódicos locales de las provincias de Santander y Huesca.

## Características e influencia
Definida como la obra capital de Federico Krutwig, y también como su libro más influyente, ha sido calificado en ocasiones como una suerte de «biblia» para los miembros de ETA. A lo largo de sus páginas se aprecian las influencias del nacionalismo de Sabino Arana, del nacionalismo germánico y de las nuevas corrientes etnicistas surgidas por entonces en Europa. Sin embargo, rompe con la tradición aranista y da una mayor importancia al papel de la lengua por encima de la cuestión étnica. Krutwig daba la bienvenida a los obreros que se instalaban en el País Vasco «si traen la voluntad de convertirse en buenos ciudadanos de euskaria [...]». La retórica de la guerra revolucionaria de liberación nacional tiene una gran presencia, abrazando también postulados tercermundistas que convertían al País Vasco en una suerte colonia ocupada por España y Francia. Krutwig esbozó una teoría de la violencia a la que él mismo definió como «acción-reacción-acción», que con posterioridad sería asumida como estrategia por ETA. En otra parte del libro teorizó sobre una «Euskalerria» futura cuyo territorio debía abarcar desde Burdeos a Toulouse y de Santander a Lérida.
Algunos historiadores sostienen que la obra tuvo una gran influencia en el desarrollo de ETA durante sus primeros años, si bien esta visión ha sido cuestionada por autores como Jon Juaristi. El catedrático Gurutz Jáuregui ha remarcado que contribuyó a sentar «las bases teóricas de la estrategia tercermundista y guerrillera de ETA». En opinión de José Basaburua, lo novedoso del planteamiento de Krutwig «es que se despega por completo del catolicismo invocando a un supuesto paganismo vasco precristiano, justificando la violencia, y equiparando la lucha del nacionalismo vasco con los movimientos de liberación nacional». El propio Krutwig había presentado al catolicismo como una religión importada que «desnacionaliza y es nefasta para el pueblo vasco». Para Gregorio Morán, el libro Vasconia fue una de las obras que contribuyeron a que la concepción de lo vasco se interiorizara desde una perspectiva etnicista y excluyente.